# فاخته (مجموعه تلویزیونی)
فاخته یک مجموعه تلویزیونی به کارگردانی محمود معظمی  و تهیه کنندگی داود قچاق است که در سال ۱۳۹۳ از شبکه دو در ماه رمضان پخش شد.

## داستان
داستان دختری از یک خانواده فرهیخته که درست اول ماه رمضان به سن تکلیف رسیده و تمام اعمال دینی بر او واجب شده است.

## بازیگران
- ثریا قاسمی در نقش خانجون
- فریبا نادری در نقش فریبا
- فرخ نعمتی در نقش پرویز
- جلیل فرجاد در نقش وکیل
- کمند امیرسلیمانی در نقش عروس خانواده خانجون
- متین ستوده در نقش مینو
- عبدالرضا اکبری در نقش دکتر
- شهرام عبدلی در نقش پسر کوچک خانواده
- رحیم نوروزی در نقش طلبکار

## منایع
1. ↑  «سریال فاخته». بایگانی‌شده از اصلی در ۲ مارس ۲۰۱۶. دریافت‌شده در ۲۷ ژوئیه ۲۰۱۶.